# Clocolan
Clocolan ist eine Stadt in der südafrikanischen Provinz Freistaat. Sie liegt in der Lokalgemeinde Setsoto im Distrikt Thabo Mofutsanyana und im östlichen Teil des Free-State-Hochlands auf 1580 Meter Höhe an der Grenze zu Lesotho. 2011 hatte sie 1349 Einwohner (Volkszählung), das benachbarte Township Hlohlolwane hatte 16.253 Einwohner.
Ursprünglich wurde das Gebiet von Basotho bewohnt. Ein europäischer Händler errichtete einen Laden in einer Höhle in den Bergen. Die Stadt wurde 1906 nahe der Höhle gegründet. Benannt wurde sie nach dem für europäische Siedler schwer auszusprechenden Sesotho-Word Hlohlolwane, der Bezeichnung für die nahegelegenen Berge.